# Adipinsyre
Adipinsyre har to syregrupper i hver ende af molekylet. Bruges til fremstillingen af nylon og det produceres derfor i store mængder, hvilket har en betydning på miljøet.